# Hugo Villaverde

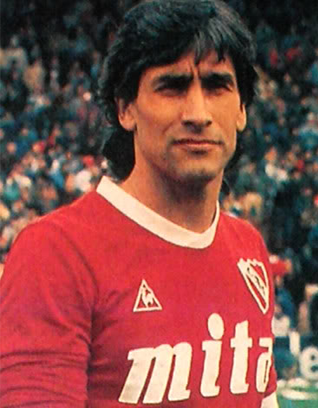
Imagem do Jogador Argentino Hugo Villaverde

Hugo Eduardo Villaverde (Santa Fe, 27 de janeiro de 1954 – 17 de novembro de 2024) foi um futebolista argentino.
Foi um dos maiores ídolos da história do Independiente, onde jogou 424 partidas entre 1976 e 1989. Começou no Unión, de sua cidade-natal, onde conheceu Enzo Trossero, com quem iria compor celebrada defesa no time de Avellaneda juntamente de Néstor Clausen e Carlos Enrique. Villaverde chegou em um momento de reformulação do time, que, recém-tetracampeão seguido da Taça Libertadores da América, estava em desmanche.
Em seus treze anos - é o terceiro jogador com mais atuações no Rojo, só atrás do recordista Ricardo Bochini e de Ricardo Pavoni   -, também obteve uma Libertadores, em 1984, mesmo ano em que sua aplicada marcação sobre Ian Rush, o galês do Liverpool que era o maior goleador europeu do período, ajudou sua equipe a faturar a Intercontinental sobre o time britânico. Conquistou também uma Interamericana e quatro títulos argentinos, o último deles justamente em sua última temporada, em 1988/89.
Humilde e discreto, chegou a afirmar em suas raras declarações à imprensa que sua saída não seria sequer notada, no que a torcida demonstrou estar equivocado.